# Batorz (gromada)
Batorz – dawna gromada, czyli najmniejsza jednostka podziału terytorialnego Polskiej Rzeczypospolitej Ludowej w latach 1954–1972.
Gromady, z gromadzkimi radami narodowymi (GRN) jako organami władzy najniższego stopnia na wsi, funkcjonowały od reformy reorganizującej administrację wiejską przeprowadzonej jesienią 1954 do momentu ich zniesienia z dniem 1 stycznia 1973, tym samym wypierając organizację gminną w latach 1954–1972.
Gromadę Batorz z siedzibą GRN w Batorzu utworzono – jako jedną z 8759 gromad na obszarze Polski – w powiecie kraśnickim w woj. lubelskim na mocy uchwały nr 10 WRN w Lublinie z dnia 5 października 1954. W skład jednostki weszły obszary dotychczasowych gromad Batorz I, Batorz II i Wólka Batorska ze zniesionej gminy Batorz w tymże powiecie. Dla gromady ustalono 21 członków gromadzkiej rady narodowej.
29 lutego 1956 do gromady Batorz włączono wieś Aleksandrówka z gromady Błażek w tymże powiecie.
1 stycznia 1960 do gromady Batorz włączono wieś Błażek wieś, kolonię Buczynka I i kolonię Plebaniec ze zniesionej gromady Błażek w tymże powiecie.
31 grudnia 1964 do gromady Batorz włączono wieś Węglinek ze zniesionej gromady Sulów w tymże powiecie.
1 stycznia 1969 do gromady Batorz włączono miejscowości Stawce, Stawce-Kolonia, Wola Studzieńska i Wola Studzieńska-Kolonia, nominalnie z gromady Dębina w powiecie bychawskim w tymże województwie. Faktycznie jednak miejscowości te należały do 31 grudnia 1968 do gromady Stawce w powiecie bychawskim, które zgodnie z wydaną uchwałą z 20 czerwca 1968 miały zostać włączone do gromady Dębina z dniem 1 stycznia 1969. Zapdała tu zapewne późna zmiana zdania o włączeniu zniesionej gromady Stawce do gromady Batorz (i zmianie powiatu), bo wydano ją 20 grudnia 1968, pół roku po oryginalnej decyzji, a także praktycznie w ostatniej chwili przed wejściem w życie pierwszej uchwały, 1 stycznia 1969, dlatego też zmiana musiała przejść pośrednio przez gromadę Dębina.
Gromada przetrwała do końca 1972 roku, czyli do kolejnej reformy gminnej. 1 stycznia 1973 w powiecie kraśnickim reaktywowano gminę Batorz (od 1999 gmina Batorz znajduje się w powiecie janowskim w woj. lubelskim).